# Lukáš Ambros
Lukáš Ambros (Dolní Němčí, 5 giugno 2004) è un calciatore ceco, centrocampista del Górnik Zabrze.

## Carriera

### Club
Cresciuto nelle giovanili di Slovácko e Slavia Praga, nel 2020 è stato acquistato dal Wolfsburg che lo ha inizialmente assegnato alla formazione Under-17 e, nel 2021, all'Under-19 dopo aver firmato il suo primo contratto professionistico. Il 18 febbraio 2023 ha fatto il suo esordio in prima squadra nell'incontro di Bundesliga perso 3-0 contro il RB Lipsia. Il 1º settembre 2023 è stato ceduto in prestito al Friburgo dove ha trascorso una stagione con la seconda squadra in 3. Liga, la terza divisione tedesca.
IL 29 giugno 2024 ha firmato un contratto di tre anni con il Górnik Zabrze, club della prima divisione polacca.

### Nazionale
Ha giocato nelle nazionali giovanili ceche Under-15, Under-16, Under-18, Under-19, Under-20 ed Under-21.

## Statistiche

### Presenze e reti nei club
Statistiche aggiornate al 22 aprile 2025.
| Stagione        | Squadra         | Campionato      | Campionato | Campionato | Coppe nazionali | Coppe nazionali | Coppe nazionali | Coppe continentali | Coppe continentali | Coppe continentali | Altre coppe | Altre coppe | Altre coppe | Totale | Totale | Totale |
| Stagione        | Squadra         | Comp            | Pres       | Reti       | Comp            | Pres            | Reti            | Comp               | Pres               | Reti               | Comp        | Pres        | Reti        | Pres   | Reti   |        |
| --------------- | --------------- | --------------- | ---------- | ---------- | --------------- | --------------- | --------------- | ------------------ | ------------------ | ------------------ | ----------- | ----------- | ----------- | ------ | ------ | ------ |
| 2022-2023       | Wolfsburg       | BL              | 1          | 0          | CG              | 0               | 0               | -                  | -                  | -                  | -           | -           | -           | 1      | 0      |        |
| 2023-2024       | Friburgo II     | 3L              | 29         | 1          | -               | -               | -               | -                  | -                  | -                  | -           | -           | -           | 29     | 1      |        |
| 2024-2025       | Górnik Zabrze   | EK              | 24         | 1          | CP              | 1               | 0               | -                  | -                  | -                  | -           | -           | -           | 25     | 1      |        |
| Totale carriera | Totale carriera | Totale carriera | 54         | 2          |                 | 1               | 0               |                    | -                  | -                  |             | -           | -           | 55     | 2      |        |